# 马克斯·格策
马克斯·格策（德語：Max Götze，1880年10月13日—1944年10月29日），德国男子自行车运动员。他曾代表德国参加1908年夏季奥林匹克运动会自行车比赛，获得男子团体追逐赛银牌。